# Robert Kalley
Robert Reid Kalley (Glasgow, 8 de setembro de 1809 – Edimburgo, 17 de janeiro de 1888) foi um médico e pastor escocês.

## Biografia
Filho de família abastada, Robert Kalley nesceu em Mount Florida, no sudeste de Glasgow. Em 1829, obteve o diploma de cirurgião e farmacêutico pela Faculdade de Medicina e Cirurgia da Universidade de Glasgow. Como médico de bordo conheceu muitos portos, inclusive o do Funchal, na ilha da Madeira, onde, anos depois, fundaria uma das primeiras comunidades protestantes lusitanas, juntamente com sua mulher, Margaret.
Robert e Margaret casaram-se em 1838. O sonho de Robert era tornar-se missionário na China, mas, considerando a frágil saúde da esposa, os colegas sugeriram-lhe a ilha da Madeira, “um pequeno paraíso de clima suave”.  Assim, no dia 12 de outubro do mesmo ano, o casal chegou ao Funchal, onde já havia uma colónia de escoceses. No ano seguinte, Kalley foi ordenado ao ministério pastoral, no dia 8 de julho.
Robert e Margaret Kalley tornaram-se figuras históricas do protestantismo em Portugal e no Brasil. Os Kalley chegaram ao Rio de Janeiro em 1855, onde Robert fundou, juntamente com cidadãos portugueses e brasileiros, a Igreja Evangélica Fluminense, que desempenhou um importante papel na divulgação da doutrina evangelista no país.

### A situação religiosa em Portugal no século XIX
Mesmo após a abolição da Inquisição em Portugal, em 1821, a prática do protestantismo continuou sendo proibida para todos os cidadãos portugueses. Apenas aos estrangeiros era permitido praticar outras religiões que não a católica, desde que não em língua portuguesa e tampouco em edifícios que pudessem ser identificados  externamente como igrejas. Só após a implantação da República é que se pode falar de liberdade religiosa em Portugal, o que possibilitou a existência oficial de comunidades protestantes.

### A acção de Robert Kalley no Funchal

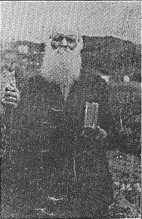
Manuel Gomes Perneta, protestante funchalense, segurando a Bíblia hoje em exposição na igreja presbiteriana local.

O dr. Kalley fundou um hospital no Funchal e em breve se deu conta de que os madeirenses demonstravam uma surpreendente falta de conhecimento da doutrina cristã, tendo iniciado o trabalho missionário. Foram fundadas 20 escolas, distribuídas Bíblias e iniciado um trabalho de missão que encontrou acolhimento. Robert Kalley fundou a primeira rede de escolas em Portugal, que ofereciam gratuitamente a instrução primária a crianças e adultos. Cerca de 2000 madeirenses interessaram-se por esta nova comunidade.
Em 1845 foi fundada a primeira congregação protestante portuguesa, a Igreja Presbiteriana Portuguesa que tem actualmente, na cidade do Funchal, o nome de Igreja Evangélica Presbiteriana Central.

### Fundação da Igreja Presbiteriana de língua portuguesa no Funchal
Em 1838 Kalley chega ao Funchal, onde cria escolas, um hospital, um serviço de consultas médicas e onde começa a distribuir Bíblias e a fazer evangelização. Em 1843 é preso e fica alguns meses na cadeia. Em 8 de maio de 1845 foi fundada (ilegalmente pois as igrejas protestantes permaneciam proibidas) no Funchal a Igreja presbiteriana, tendo sido ordenados presbíteros e diáconos, tendo sido celebrada a Ceia do Senhor para 61 crentes convertidos.

### Perseguição e fuga
Na época, a Madeira atravessava uma forte crise econômica. O comércio do vinho, base da economia da ilha, estava em declínio.  Os desastres naturais levaram à fome, ao abandono de vinhedos e ao desemprego em massa. Para muitos, a emigração foi uma questão de sobrevivência.
A situação foi agravada pela tensão religiosa entre o grupo de convertidos presbiterianos e a comunidade local, tradicionalmente católica.  A nova igreja seria perseguida pelas autoridades madeirenses. A partir de 2 de agosto de 1846 intensificaram-se as injúrias e acções contra os "calvinistas". Em 9 de agosto de 1846, a casa dos Kalleys foi incendiada. Com a ajuda de vários portugueses da recém-formada comunidade protestante, o casal fugiu para os Estados Unidos. Kalley teve de se disfarçar para poder entrar no barco inglês que o salvou. Sua mulher e familiares obtiveram a proteção do consulado britânico.
2000 portugueses foram expulsos da ilha da Madeira pelas autoridades portuguesas sendo refugiados em Trinidad e Tobago, nas Bermudas e nos Estados Unidos, onde os madeirenses evangélicos fundaram a cidade de Jacksonville, no estado de Illinois.  O produtor de cinema britânico Sam Mendes (Óscar por "American Beauty") é descendente deste grupo de "madeirenses errantes". O jornalista e autor Ferreira Fernandes narra sua diáspora na obra "Madeirenses errantes".

### Kalley no Brasil

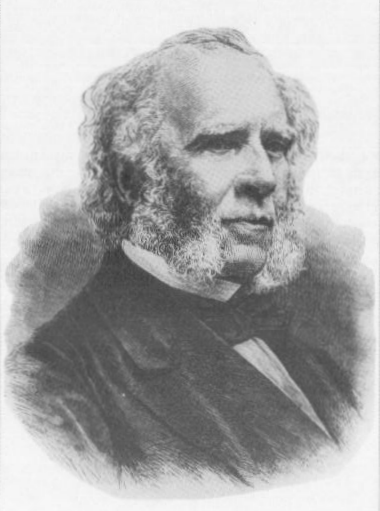
Robert Reid Kalley.

Após a morte de sua primeira esposa, Margareth Kalley,  em 1851,  Robert Kalley casou-se, no ano seguinte, com Sarah Poulton e partiu para os Estados Unidos. Nos anos 1853-1854 ministrou aos refugiados madeirenses naquela nação. Ainda  nos Estados Unidos, impressionou-se com o Brasil através do livro Reminiscências de viagens e permanências nas Províncias do Sul e Norte do Brasil (1845), do Rev. Daniel Parrish Kidder, que estivera no Brasil, onde distribuiu Bíblias.
Em 10 de maio de 1855 chegou ao Rio de Janeiro e subiu para morar em Petrópolis, na residência do embaixador americano. Numa tarde de domingo,  19 de agosto de 1855, Kalley e sua esposa instalaram em sua residência a primeira classe de escola dominical, contando com cinco crianças, filhos de cidadãos americanos. Foi contada a história do profeta  Jonas.
Kalley escreveu para Jacksonville pedindo auxílio. Vieram Wiliam Pitt, um inglês educado por D. Sarah na Inglaterra, Francisco de Souza Jardim e família, Manuel Fernandes e esposa e Francisco da Gama e família.
Kalley batizou o português José Pereira de Souza Louro em 8 de novembro de 1857. No dia 11 de julho de 1858 organizou a Igreja Evangélica Fluminense, uma igreja evangélica brasileira  sem nenhum vínculo com denominações até então existentes. Foi organizada com 14 membros, sendo batizado naquele dia o primeiro brasileiro Pedro Nolasco de Andrade.
Apesar de ter sido batizado na Igreja da Escócia (presbiteriana), Kalley não possuía vínculos com nenhuma denominação. Em certa ocasião, escreveu: "não sou presbiteriano e nem estou em contato com qualquer tipo de igreja — sou irmão de qualquer cristão, independentemente de sua denominação".  Neste ponto, sua crença era bem parecida com a dos Irmãos de Plymouth (Casa de Oração) que, no Brasil, teve origem na mesma Igreja Evangélica Fluminense. Em outros pontos, como atestado pelo Dr. Kalley no folheto "Darbismo", ele discordava dos Irmãos de Plymouth, por exemplo quanto ao Dispensacionalismo, doutrina à qual se opunha radicalmente.
Ao estabelecer igrejas no Brasil, Kalley, que desde Portugal se afastara da tradição presbiteriana — bastante rígida em matéria de organização eclesiástica —, introduziu uma  estrutura congregacionalista, tal como tinha feito na Ilha da Madeira, onde cada igreja local é independente e autônoma.
Além disso, Kalley abandonou a prática do batismo infantil, adotado tanto por presbiterianos quanto por congregacionais. Acerca do batismo infantil, Kalley escreveu: “As condições essenciais para o batismo eram duas: a) entender claramente a mensagem; b) de coração aberto, aceitá-la. Fé em exercício e alegria inteligente eram os pré-requisitos deste rito cristão — totalmente nulos nos recém-nascidos". Essa rejeição ao  batismo infantil distanciava as igrejas que fundara das presbiterianas. Por isso, alguns identificaram as igrejas  de Kalley  como batistas. Quando o missionário William Bowers foi enviado ao Recife para pastorear a Igreja Evangélica Pernambucana, por um equívoco foi divulgado que ele estava sendo ordenado para o pastorado de uma igreja batista. Acerca disso Kalley se pronunciou e escreveu enfaticamente demonstrando sua desaprovação:
"Desde o início o nome da igreja tem sido, 'Igreja Evangélica', e ela é filha da Igreja Evangélica do Rio, e nenhuma das duas têm sido igrejas batistas… Eu não sou batista; não tenho nada a ver com diferenças denominacionais… Eu sabia que ele [Bowers] foi batizado como crente e que se opõe ao batismo de crianças. Eu sabia que ele não considera a imersão como essencial ao batismo cristão em água, e me dispus a conduzi-lo ao pastorado da igreja sem nenhuma inovação, e fiquei feliz por poder ajudá-lo a ir e trabalhar como ministro cristão (como eu  tenho sido), sem restrições denominacionais"
Era dessa forma que Kalley definia a si mesmo: um ministro cristão, sem restrições denominacionais. Ainda acerca da Igreja Evangélica Pernambucana, Kalley escreveu em outra ocasião:
"A Igreja Evangélica Pernambucana não pertence a nenhuma denominação estrangeira; não é presbiteriana, porque esta considera válido o batismo romano e pratica o batismo de crianças; aproxima-se mais da denominação batista, mas prefere ter a liberdade de admitir à comunhão qualquer crente fiel e obediente ao Senhor… É, pois, uma igreja evangélica brasileira".
As igrejas fundadas por Kalley não tinham qualquer vínculo pelo qual pudesse se estabelecer uma continuidade histórica em relação a qualquer tradição denominacional até então existente. Eram igrejas com uma identidade própria, peculiar.
Os Kalley ficariam no Brasil por 21 anos, atuando como missionários e cuidando de enfermos. Kalley voltou à Escócia em 10 de julho de 1876, sendo sucedido por João Manoel Gonçalves dos Santos no pastorado da Igreja Evangélica Fluminense. 
Elaborou uma súmula doutrinária composta por 28 artigos conhecida como "Breve Exposição das Doutrinas Fundamentais do Cristianismo", documento cujo propósito era o de ser o que seu próprio nome expressa: breve e fundamental. O próprio Kalley afirmou: "A Breve Exposição não contém todo o ensino apostólico, mas somente as doutrinas fundamentais do Cristianismo, sobre as quais todos os crentes devem ter um conhecimento claro e inteligente, para, na frase do apóstolo S. Pedro (I Pe 3:15), estardes aparelhados para responder a todo o que vos pedir razão daquela esperança que há em vós".
Como salienta Joyce Every-Clayton, a "ênfase na importância das doutrinas essenciais do Cristianismo sempre foi típica de Kalley"'. E o historiador presbiteriano Alderi Souza de Matos destaca: "A teologia de Kalley pode ser descrita como um tipo de evangelicalismo amplo". Quanto à Breve Exposição, o mesmo autor afirma: "a maior parte dos artigos poderiam ser aceitos por qualquer evangélico, reformado ou não. Os elementos específicos do calvinismo, tais como a soberania de Deus, a eleição divina e a perseverança dos santos, não são enfatizados".
Foi apenas em 1913 que as igrejas kalleyanas se reuniram para a formação de um ente associativo chamado União das Igrejas Evangélicas Indenominacionais. Mais tarde, seria inserida a designação Congregacional como indicação da forma de governo pelo qual essas comunidades eclesiásticas eram regidas, sem que houvesse uma identidade histórica com os congregacionais britânicos e norte-americanos. Assim surgiu a atual União das Igrejas Evangélicas Congregacionais do Brasil.

### O legado dos Kalley
Muitos dos madeirenses protestantes perseguidos iriam fundar nos anos seguintes novas comunidades no estrangeiro, em maioria presbiterianas; sobretudo nos Estados Unidos, no Brasil e nas ilhas de Trindade e Tobago. Destas comunidades foram alguns missionários para Portugal, tendo sido fundada em 1870 a Igreja Presbiteriana de Lisboa, sendo seu primeiro pastor António de Matos, um dos convertidos por Kalley no Funchal.
Kalley conseguiu plantar o Cristianismo evangélico definitivamente no Brasil. Seu trabalho influenciou outros missionários a trabalharem no Brasil, contribuindo para a construção do protestantismo no país, onde hoje conta com aproximadamente trinta milhões de aderentes.

### Principais obras
- Exposição de Factos (1875, Lisboa, Typ. Luso-Britannica de W. T. Wood): Uma monografia que resume os pontos de vista de Kalley como pastor protestante, detalhando suas experiências e perspectivas missionárias.[14]
- Tradução de "O Peregrino" (The Pilgrim's Progress): Kalley realizou a primeira tradução para o português da obra clássica de John Bunyan, intitulada A Viagem do Cristão para a Bem-Aventurança Eterna. Publicada inicialmente em folhetins no Correio Mercantil (outubro a dezembro de 1856) e posteriormente em formato de livro, essa tradução foi um marco na disseminação da literatura evangélica no Brasil.[15][16]
- Salmos e Hinos (1ª edição, 1861, Rio de Janeiro, Tipografia Laemmert): Hinário evangélico em português, produzido principalmente por sua esposa, Sarah Poulton Kalley, com contribuições de Robert Kalley. A primeira edição continha 18 salmos e 32 hinos (total de 50 cânticos). Edições posteriores expandiram o número de cânticos: 1865 (83 cânticos), 1868 (100 cânticos), 1873 (138 cânticos) e 1877 (180 cânticos). A edição de 1868, Música Sacra Arranjada para Quatro Vozes, foi impressa em Leipzig e incluiu partituras musicais.[17][18]
- Contos para choupanas: Uma coleção de contos de ficcção para instrução moral e espiritual de leitores de todas as idades. Republicado no Brasil sob o título "Contos de fé e virtudes" pela Editora Gadel. [19][20]
- "An Account of the Recent Persecutions in Madeira" (1844). A obra narra detalhadamente a perseguição aos protestantes na Madeira, uma ilha portuguesa no Atlântico. Kalley, um missionário escocês, foi um dos poucos missionários protestantes atuando na Madeira na época. Ele testemunhou em primeira mão a perseguição dos protestantes pela Igreja Católica e pelas autoridades portuguesas. Em sua carta, Kalley descreve os eventos que levaram à perseguição, os métodos utilizados para suprimir o protestantismo e o sofrimento enfrentado pelos protestantes.[21]